# Nova Caledònia
Nova Caledònia (francès Nouvelle-Calédonie, canac Kanaky) és un arxipèlag de la Melanèsia amb la consideració de col·lectivitat sui generis de França. Les Nacions Unides l'inclouen en la llista de països no autònoms. Es troba a l'oceà Pacífic a uns 1.500 km a l'est d'Austràlia i a uns 2.000 km al nord de Nova Zelanda. Té una superfície de 19.100  km² i una població de 268 767 habitants l'any 2014. La capital és Nouméa amb 91.386 habitants el 2004.

## Història
Segons la teoria Out of Taiwan ("sortida de Taiwan"), cap al 4000 aC els habitants de la costa del sud de la Xina, cultivadors de mill i arròs, van començar a travessar l'estret per establir-se a Taiwan, estenent-se cap al 2500 aC des de Taiwan fins a les Filipines, després des de les Filipines fins a Cèlebes i Timor i des d'allà, les altres illes de l'arxipèlag indonesi. Cap al 1500 aC un altre moviment porta des de les Filipines fins a Nova Guinea i més enllà, les illes del Pacífic. Els austronesis són, sens dubte, els primers navegants de la història de la humanitat.
El 4 de setembre de 1774, l'HMS Resolution, durant el seu viatge de James Cook va arribar i anomenar aquesta terra com a Nova Caledònia en honor a Escòcia. El primer contacte amb Canacs va tenir lloc l'endemà, a Balade, al nord-est de Grande Terre, després l'expedició britànica va seguir la costa est i va arribar fins a l'Île des Pins el 23 de setembre de 1774.

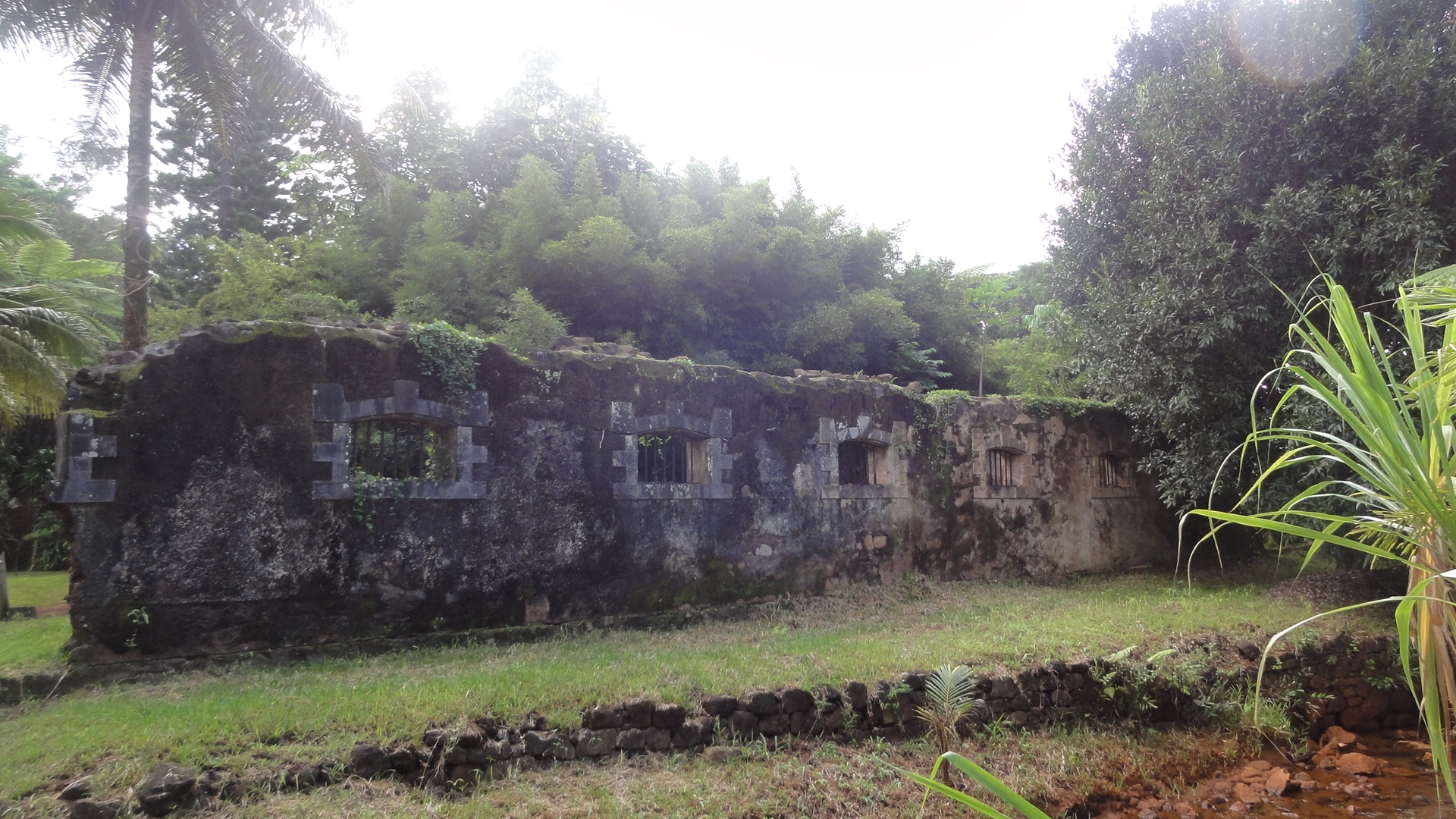
Restes de la colònia penal a Prony

El Segon Imperi Francès de Napoleó III a causa de l'alta taxa de mortalitat a la colònia penal de la Guaiana Francesa]] buscava una nova terra, lliure de qualsevol ocupació europea, per fundar una colònia penal i reforçar la seva presència al Pacífic, encara feble contra els holandesos i sobretot els britànics, mentre que aquests últims es plantegen annexionar-se Nova Caledònia. Nova Caledònia va ser finalment proclamada colònia francesa a Balade el 24 de setembre de 1853 pel contraalmirall Auguste Febvrier Despointes.
A la colònia penal, activa entre 1864 i 1924, hi van ser deportats al voltant de 21.600 presoners, majoritàriament de la França continental i l'Algèria francesa. Dividits en tres categories, els condemnats podien arribar a ser alliberats sense obtenir el dret a retorn a les seves contrades però la majoria es van establir permanentment al país sent contractats per extreure níquel a partir de 1864 i coure a partir de 1875. Els canacs es van veure obligats a traslladar-se a reserves canacs establertes en 1868, que s'anaren reduint progressivament en extensió,  més a prop de les muntanyes i les seves condicions de vida es van tornar molt dures. Aquesta situació va causar un greu ressentiment entre els canacs que van protagonitzar la revolta Canac de 1878 contra el domini colonial francès, que va ser reprimit pels francesos, més ben armats, i el líder canac va ser decapitat i el seu cap va ser exposat al Museu d'Història Natural.
Amb la presa de possessió el 1894 del governador Paul Feillet el projecte colonial va canviar d'assentament penal a un assentament lliure. De 1898 a 1900 es van emetre una sèrie d'ordres d'espoliació que van reduir considerablement l'extensió de les reserves existent fins ocupar el 10% de la superfície dels seus territoris ancestrals, atès que la seva població havia disminuït dràsticament a causa de les malalties, i els caps també van ser convidats a acceptar abandonaments a canvi de la promesa a les tribus dels títols de propietat inalienables sobre els territoris on estaven confinades.
En resposta a la revolta Canac de 1917, les autoritats colonials, especialment els governadors Joseph Guyon i després Bernard Siadous, van desenvolupar una "nova política indígena" a partir de mitjans de la dècada de 1920 per crear una elit melanèsia assimilada a la cultura republicana, sobretot obrint l'educació pública a certs nens Canac (generalment fills de líders consuetudinaris), formant "monitors nadius" per crear escoles laiques a les reserves (on l'educació fins aleshores havia estat totalment abandonada a missions catòliques o protestants), desenvolupant el cultiu del cafè o l'explotació de la copra mitjançant la creació de consells municipals Canac en terres consuetudinàries. El 27 d'octubre de 1946, amb l'establiment de la Quarta República, Nova Caledònia es va convertir en un territori d'ultramar, les reserves canacs i l'estatus de ciutadans nadius va ser abolit per als canacs, que van obtenir la nacionalitat francesa i el dret de vot.
El 1984 el Front d'Alliberament Nacional Canac Socialista (FLNKS), una organització independentista, va fer un boicot a les eleccions territorials. La presa d'ostatges d'Ouvéa, del 22 d'abril al 5 de maig de 1988, va ser la culminació d'una successió de fets violents entre els lleialistes partidaris de mantenir Nova Caledònia en la República i els independentistes del FLNKS ocorreguts a l'illa d'Ouvéa, que van deixar una empremta duradora al territori i van conduir a un procés de descolonització de les illes amb els acords de Matignon. Uns mesos més tard el líder independentista Jean-Marie Tjibaou fou assassinat en 1989, cosa que causà l'acord de Nouméa que preveu la transferència de determinades competències de França a Nova Caledònia, amb excepció de les de defensa, seguretat, justícia i moneda.
El novembre de 2017 el govern de Nova Caledònia i el govern central francès van fer un acord per a celebrar un referèndum per l'autodeterminació de l'arxipèlag. El referèndum se situa en un procés de descolonització iniciat el 1988. Segons l'acord de Nouméa del 1998, els neocaledonians poden dur a terme fins a tres referèndums d'independència: el primer al 2018, el segon al 2020 i el tercer al 2022. Els de 2018 i 2020 van donar un resultat contrari a la secessió, amb un percentatge de 56-44% i 51.91-45.55%, respectivament. El 8 d'abril de 2021, els 26 membres del bloc independentista del Congrés de Nova Caledònia van tramitar la petició d'un tercer referèndum al Govern francès, que hi va accedir, amb el dret a vot es limitat als ciutadans que resideixin de forma continuada a Nova Caledònia excloent les persones instal·lades després de 1994. Amb una campanya de boicot del bloc independentista per la crisi sanitària derivada de la pandèmia de COVID-19, la participació va ser tan sols del 43,90%. Dels sufragis emesos, l'opció unionista va guanyar amb el 96,49% dels vots, davant del 3,51% dels vots a favor de la independència i el 2,99% de vots en blanc i nuls.
En maig de 2024 va esclatar una revolta després que els legisladors de París aprovessin una esmena a la Constitució per donar el dret a vot a les eleccions provincials als residents francesos que haguessin viscut a Nova Caledònia durant 10 anys.
El juliol del 2025 el president Emmanuel Macron i el primer ministre Francois Bayrou van acordar un principi d'acord per la creació d'un estat de Nova Caledònia reconegut dins la constitució francesa, un estat que podria ser reconegut internacionalment. Manuel Valls va ser el representant del govern francès en les negociacions amb els representants de Nova Caledònia, un acord que requereix l'aprovació de les dues cambres del parlament francès i ser sotmès a referèndum als neocaledonians el 2026.

## Geografia
Nova Caledònia està localitzada al sud-oest de l'oceà Pacífic, a uns 1.200 km a l'est d'Austràlia i 1.500 km al nord-est de Nova Zelanda. Vanuatu es localitza al nord-est. Es compon d'una illa principal, la Grande Terre (Terra Gran), i diverses illes més petites com les Illes Belep al nord de Gran Terre, les illes Loyauté a l'est de Gran Terre, l'Île des Pins al sud i les Illes Chesterfield i Bellona a l'oest. Gran Terre és l'illa més gran, i l'única amb muntanya. Té una forma allargada de nord-oest a sud-est, amb 350 km de llarg per 50–70 km d'ample. Una cadena muntanyenca corre al llarg de l'illa i compte amb cinc pics de més de 1.500 m. El punt més alt és el Mont Panié amb 1.628 m.
L'origen del topònim Caledònia es troba en el nom que els romans donaren a unes muntanyes d'Escòcia i degut a l'origen escocès del navegant James Cook aquest va batejar com Nova Caledònia el territori albirat per ell.

## Clima
Nova Caledònia es localitza al Tròpic de Capricorn, entre els 19º i 23º de latitud sud. El clima de les illes és tropical, la pluja és estacional i és portada pels vents que usualment corren des de l'est. El terme mitjà de precipitació anual és de 1.500 mm en les Illes Loyauté, 2.000 mm en les parts baixes de Gran Terre i entre 2.000 mm i 4.000 mm en les zones elevades de Grande Terre.

## Demografia
La població indígena de melanesis canacs són el 44% del total de la població. La resta dels habitants són caldoches la majoria d'origen europeu establerts des d'antic, (34%), polinesis (11,5%), indonesis (2,5%), vietnamites (1,4%), ni-Vanuatu (1,6%), i altres (5,5%). Existeix un contingent de gent que ve de França a treballar un o dos anys o bé, a retirar-se.
Els censos poblacionals són extremadament crítics per al balanç del poder en el territori, i l'organització d'un nou cens ha estat postergat des de 1996. S'estima que la població ha crescut notablement des de 1996 a causa sobretot de l'arribada de francesos provinents de França Europea. Actualment la població podria ascendir a 300.000 (dels 196.836 en 1996). D'acord amb dades de l'aeroport, estarien arribant entre 1.000 i 5.000 francesos d'Europa cada any. Aquesta dada és controvertida, especialment entre la població indígena. En el cens del 2004, les dades del qual estan per publicar-se, es va eliminar la pregunta respecte a l'origen ètnic dels enquestats, ja que la Constitució Francesa establix que hom no pot fer distinció entre els francesos per ètnia o religió; per tant, serà impossible conèixer el balanç ètnic del territori.

## Llengües
S'hi parla el francès, única llengua oficial, i 40 llengües locals del grup lingüístic de les austronèsies (Ajië, arhâ, arhö, bislama, bwatoo, caac, cèmuhî, drehu, nââ drubéa, futuna, fwâi, haeke, haveke, hmwaveke, iaai, javanès, jawe, kumak, mea, neku, nemi, nengone, nââ numèè, nyâlayu, orowe, paicî, pije, pwaamèi, pwapwâ, tayo, tîrî, uvea, vamale, waamwang, wallisià, xârâcùù, xârâgùrè, yuanga, zire).

## Govern
Nova Caledònia disposa d'un estatut particular, que la considera collectivité spécifique. Administrativament s'ha dividit en tres províncies, cadascuna d'elles amb certa autonomia:
- Província del Nord
- Província del Sud
- Província de les Illes (Illes Loyauté)

## Economia
Agricultura i pesca poc desenvolupades ocupen el 30% de la població però només aporten el 6% del PIB.
El país compta amb el 30% de les reserves mundials de níquel i aquest metall, que s'exporta principalment en brut, representa el 90% de les exportacions del territori.
En menor mesura es troba crom, cobalt, ferro, coure i fins i tot or.
El turisme és en via de desenvolupament. Com atractius turístic Nova Caledònia compta amb el segon escull de corall del món i un paisatge tropical ple de platges i també un clima favorable.

## Biodiversitat
Al contrari de moltes illes del Pacífic les quals són d'origen volcànic recent, Nova Caledònia en un antic fragment del supercontinent Gondwana. Nova Caledònia i Nova Zelanda es van separar per deriva continental d'Austràlia fa 85 milions d'anys. Les illes encara conserven flora i fauna que va tenir el seu origen a Gondwana. Té la taxa d'organismes endèmics més alta de tot el món. Amb 2.425 espècies de plantes endèmiques, 61 de rèptils i 23 d'ocells, entre els quals l'ocell que se'n diu Cagou que és l'emblema del territori.
L'espècie més coneguda és el cagou, una au de la grandària d'una gallina i incapaç de volar, amb una llarga cresta i un graciós cacareig, es considera (en proporció a l'extensió del territori neocaledonià) que l'illa de Grande Terre és el lloc del planeta Terra amb major varietat de rèptils destacant-se el varà gegant. L'arbre niaouli, que també creix a Austràlia i Nova Zelanda és d'interès mèdic, ja que és utilitzada per a combatre refredats. Abans de l'arribada dels europeus, l'únic mamífer existent a l'illa era el roussette (guineu voladora), un enorme ratpenat vegetarià, que és una delícia per als habitants locals. Les illes formes dues ecoregiones, el bosc plujós de Nova Caledònia en les Illes Loyauté, Pins, la part oriental de Grande Terre i el bosc sec de Nova Caledònia en la part occidental de Grande Terre. Aquesta última va ser on es van establir els europeus, deixant la part oriental als canacs.

## Nova Caledònia a la literatura catalana
La tercera part de la novel·la El navegant, de Joan-Lluís Lluís (ed. Proa, 2016, premi Serra d'Or) té lloc íntegrament a Nova Caledònia, a final de segle xix. L'autor hi descriu les tensions entre colons i canacs, la vida en una tribu canac i la repressió militar francesa amb la complicitat dels deportats de la Comuna de París.

## Galeria d'imatges

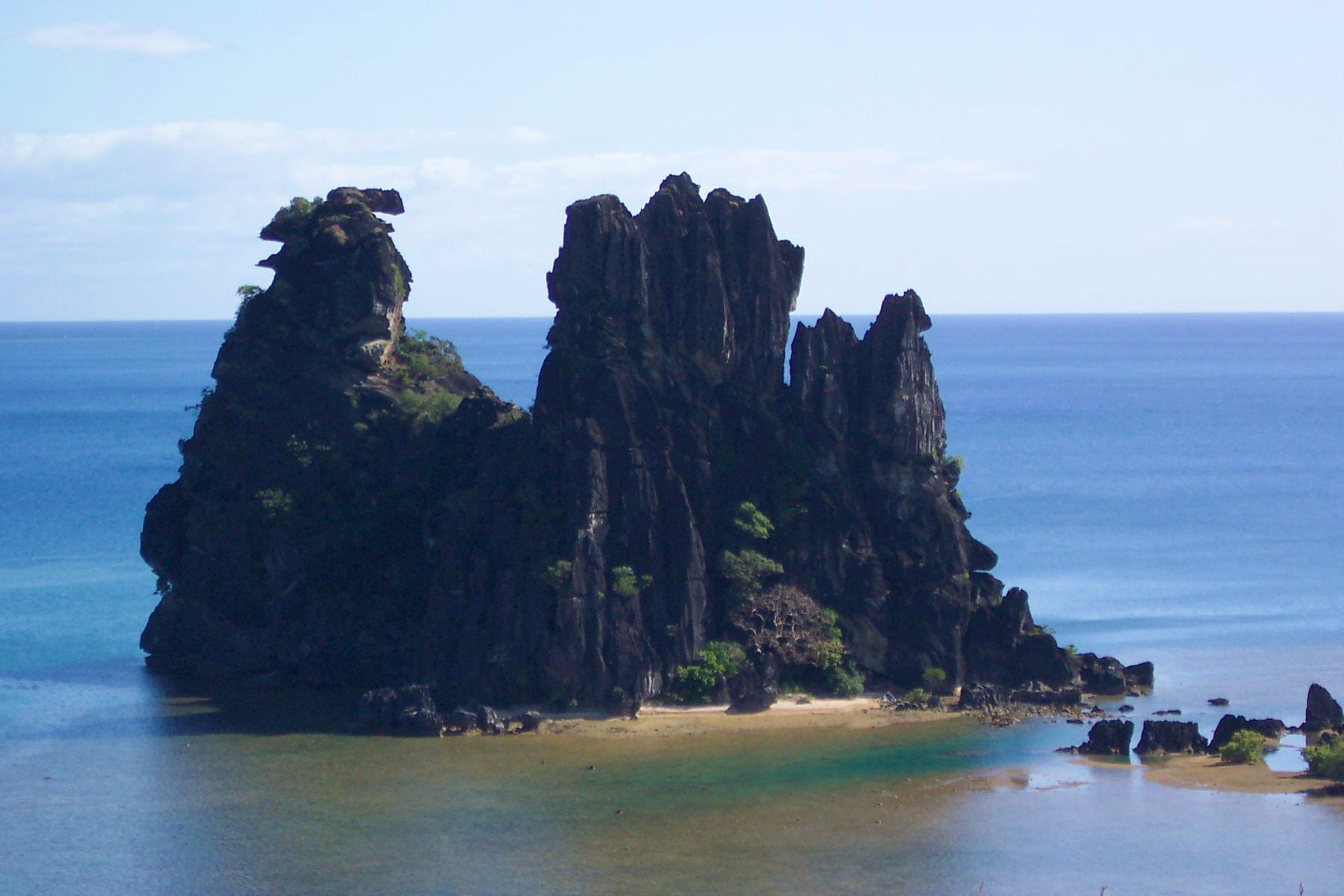
"La poule" à Hienghène
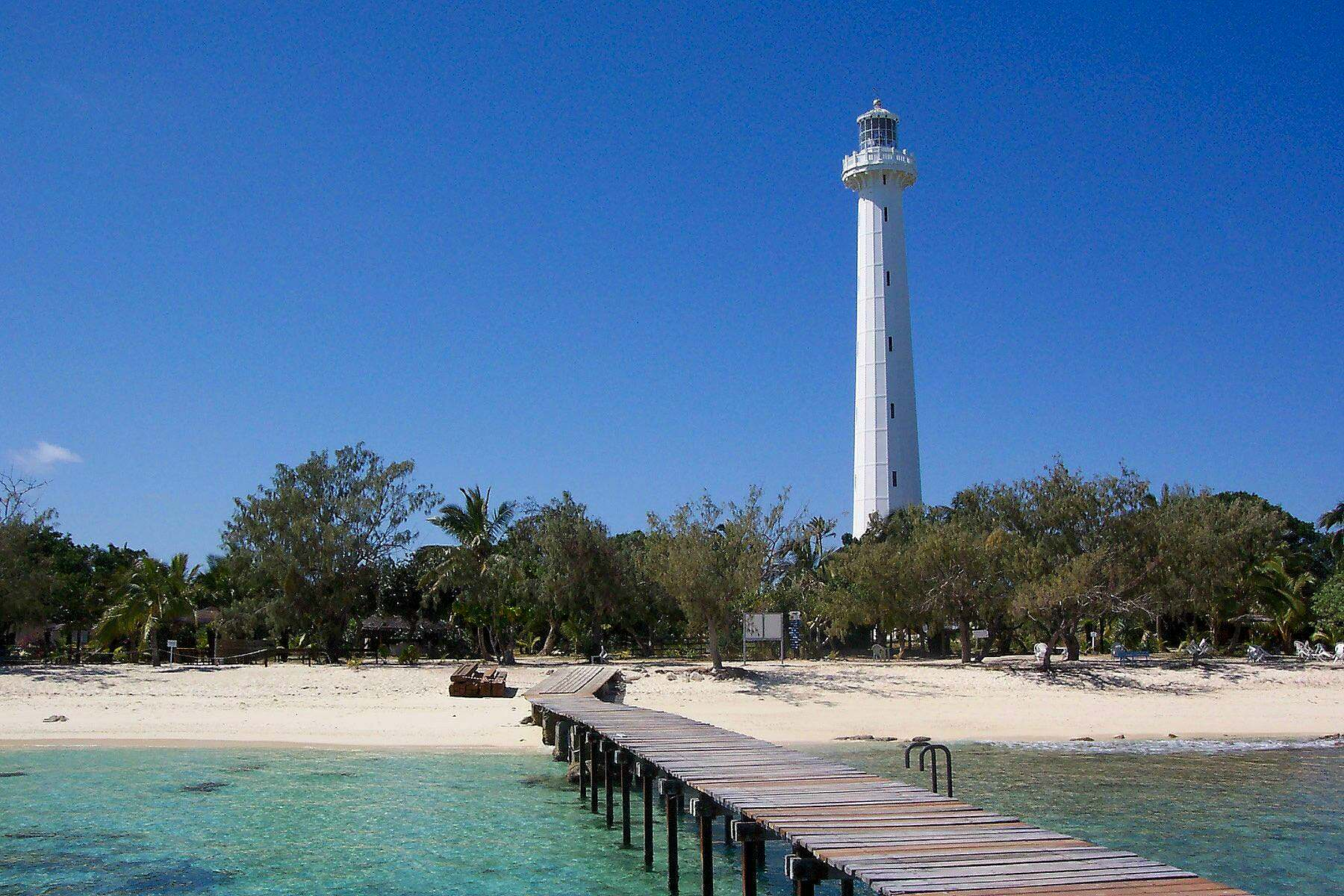
El far Amédée à Nouméa
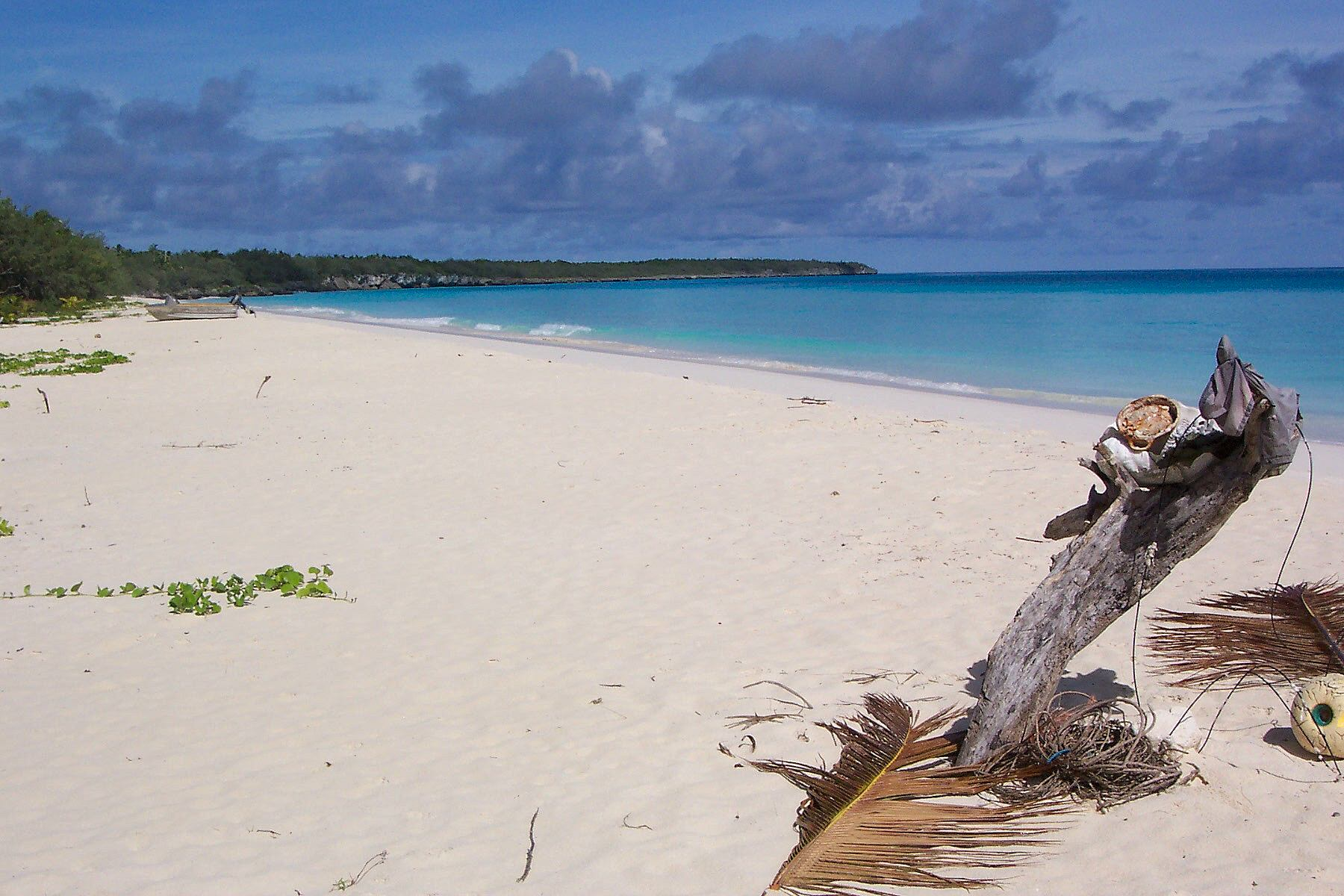
L'atoll d'Ouvéa
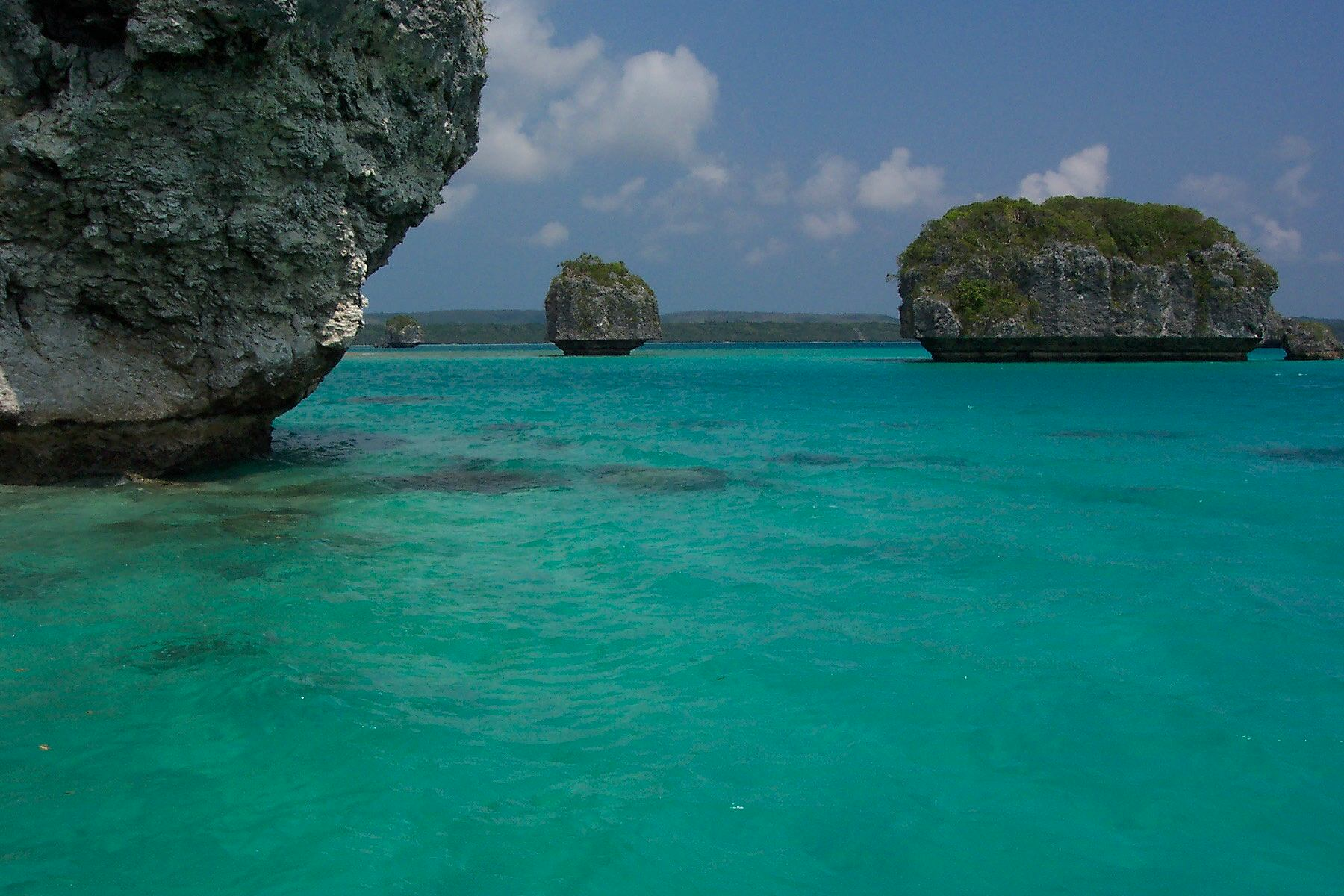
Badia d'Upi a l'Île des Pins
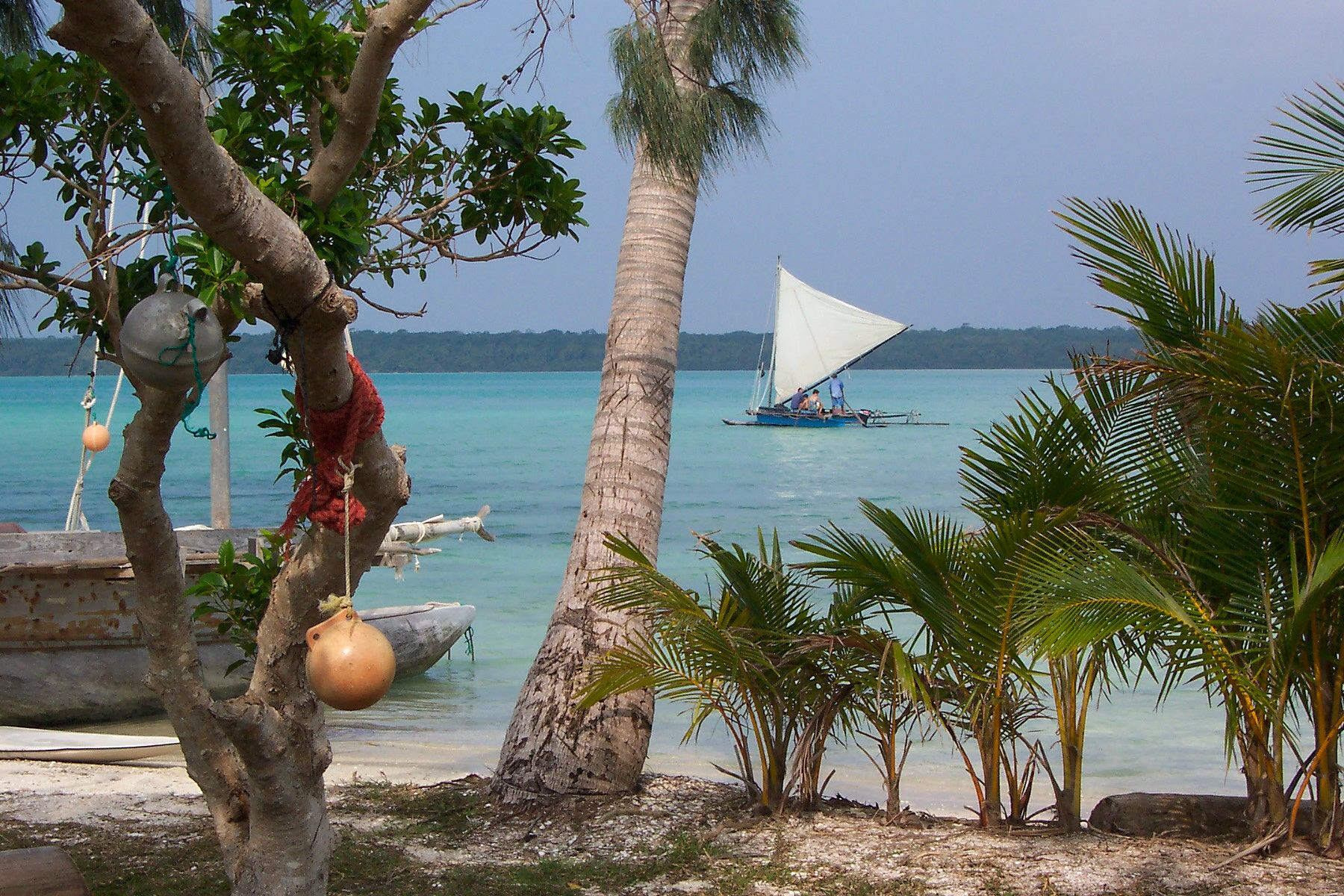
Badia de Saint-Joseph a l'Île des Pins
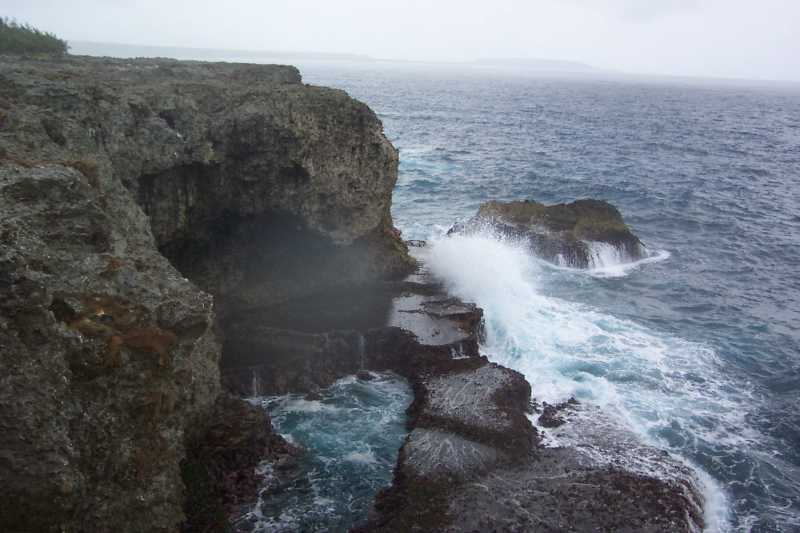
Penyassegats de Xodre a Lifou
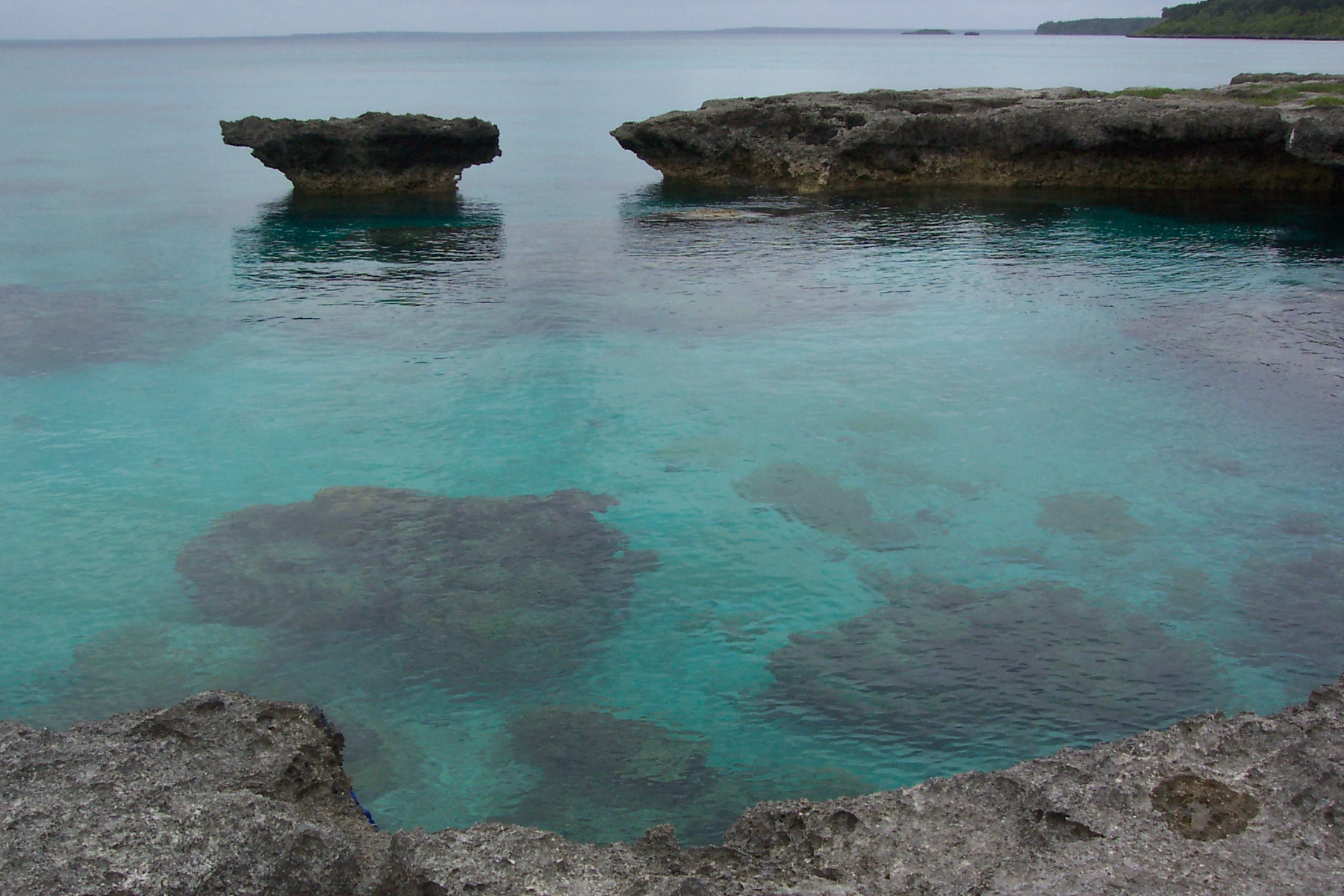
Récif Coralls a Lifou
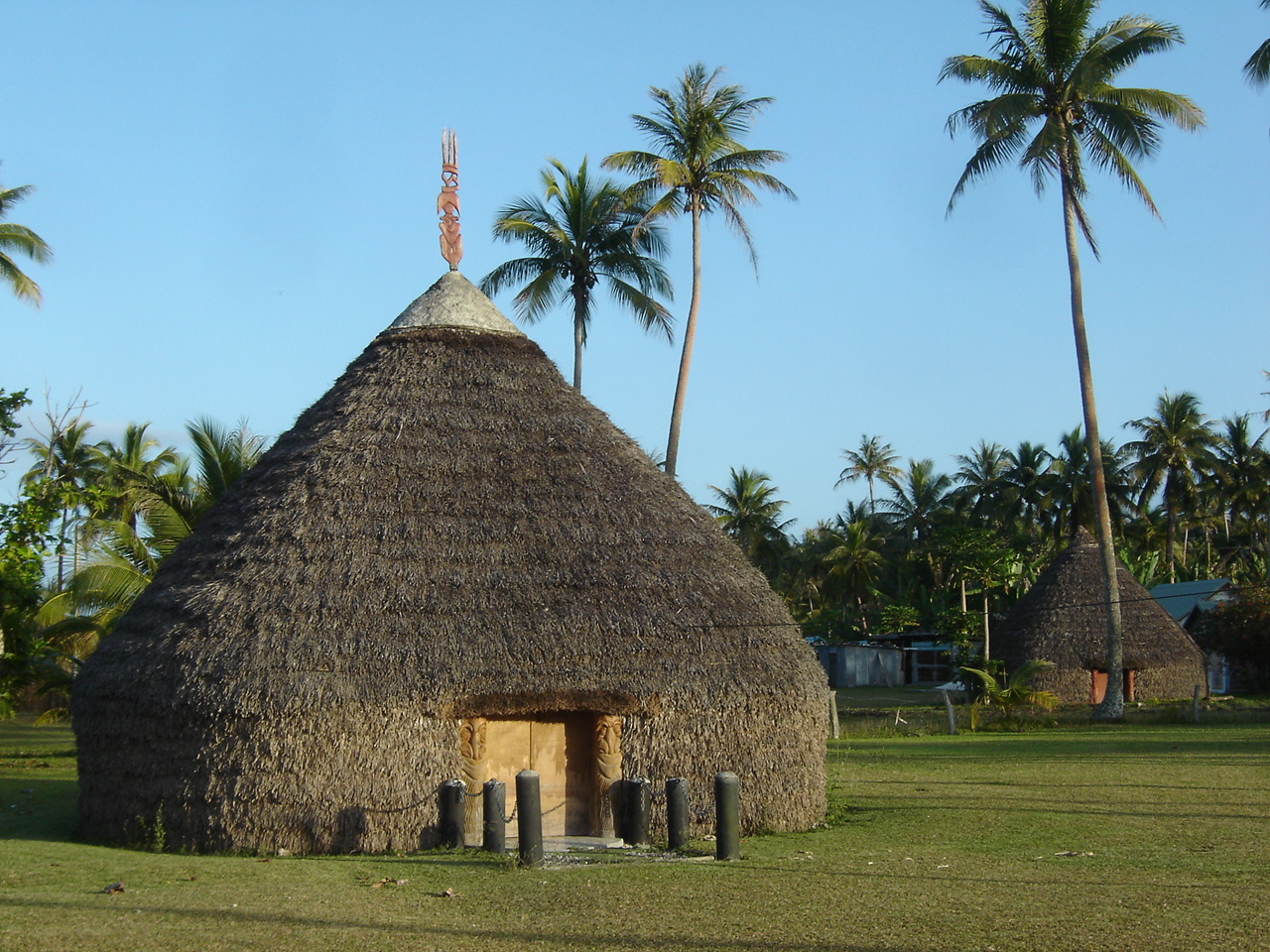
Casa tradiciona kanak
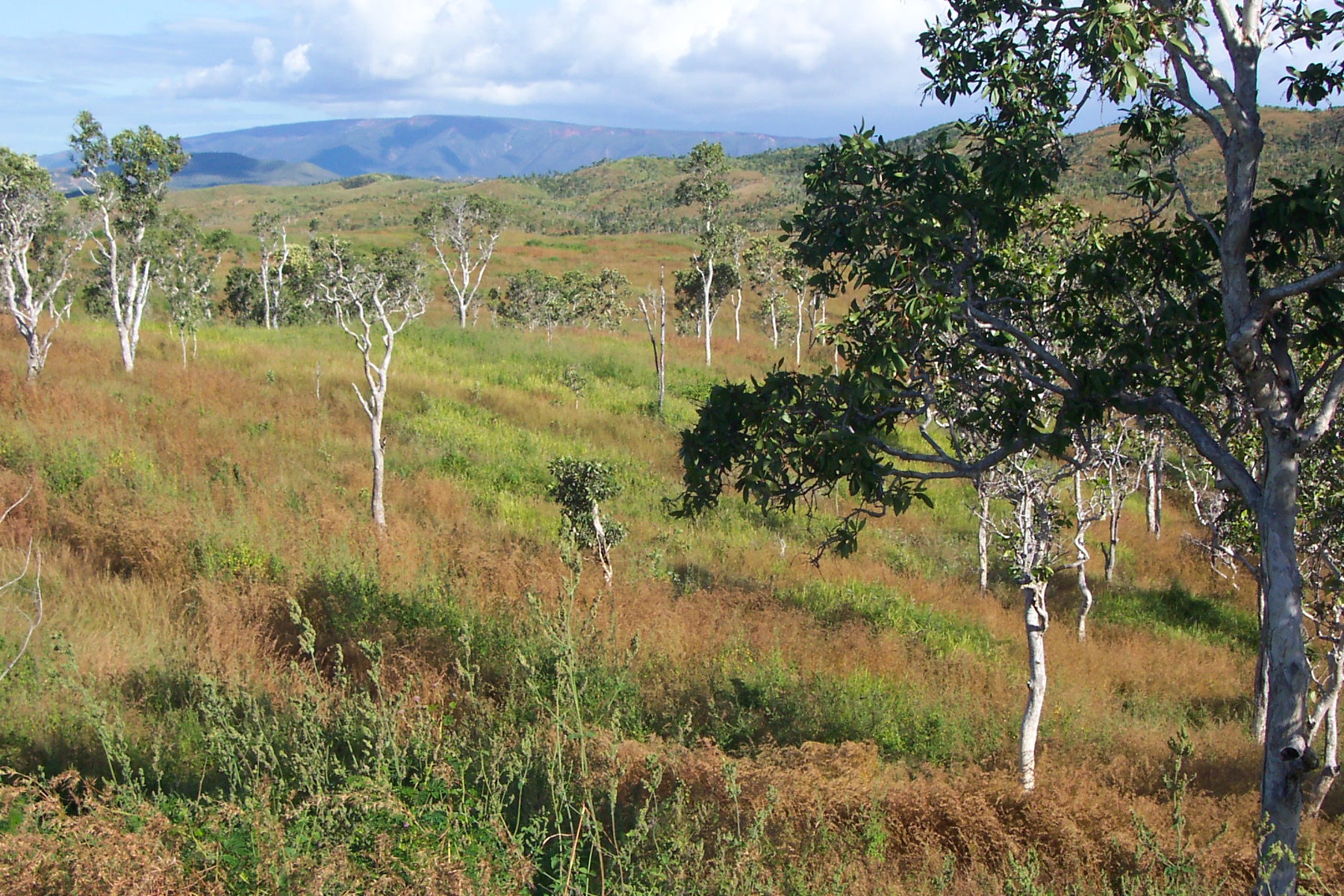
Paisatge de brousse al nord vora Poum
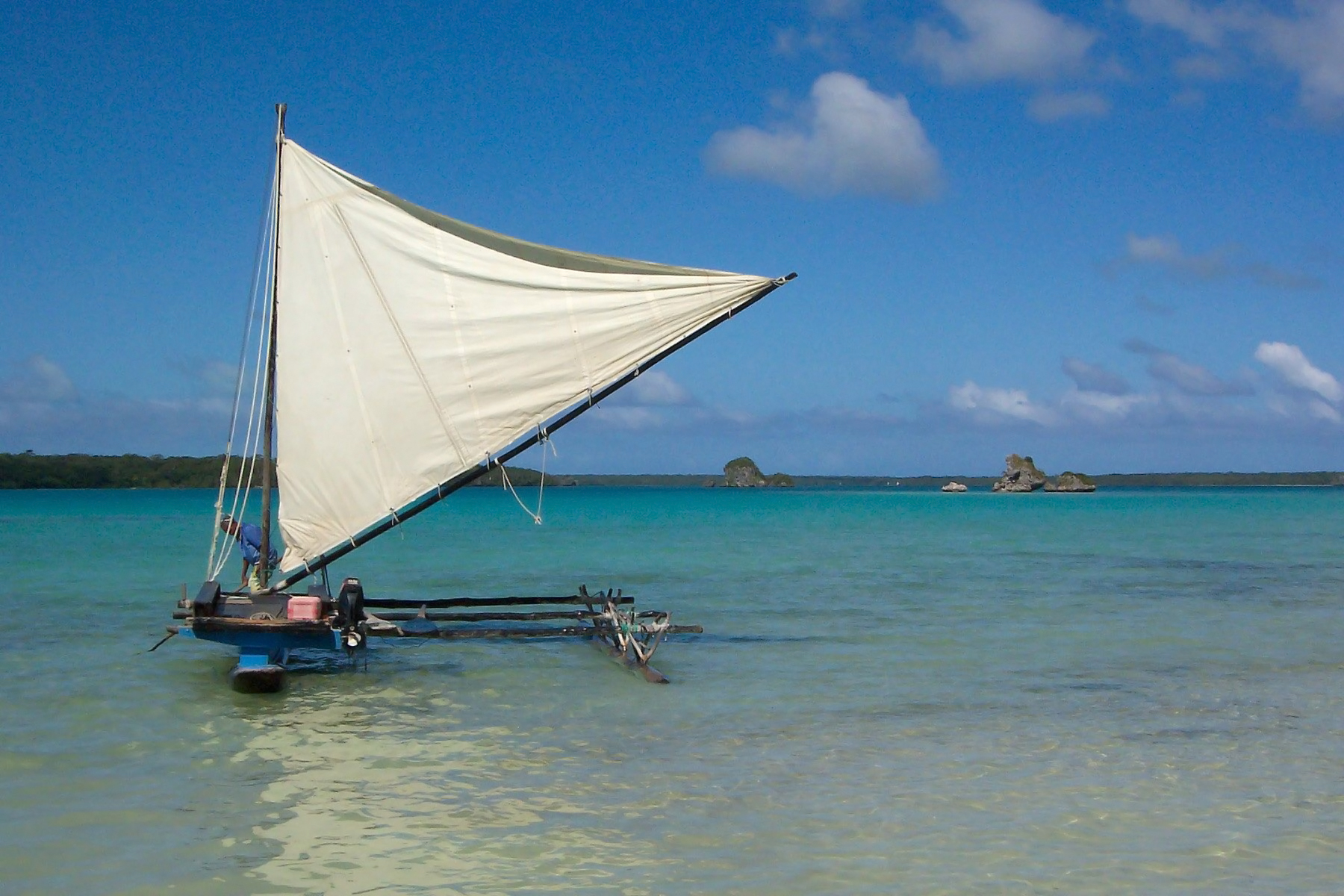
Piragua tradicional de l'Île des Pins
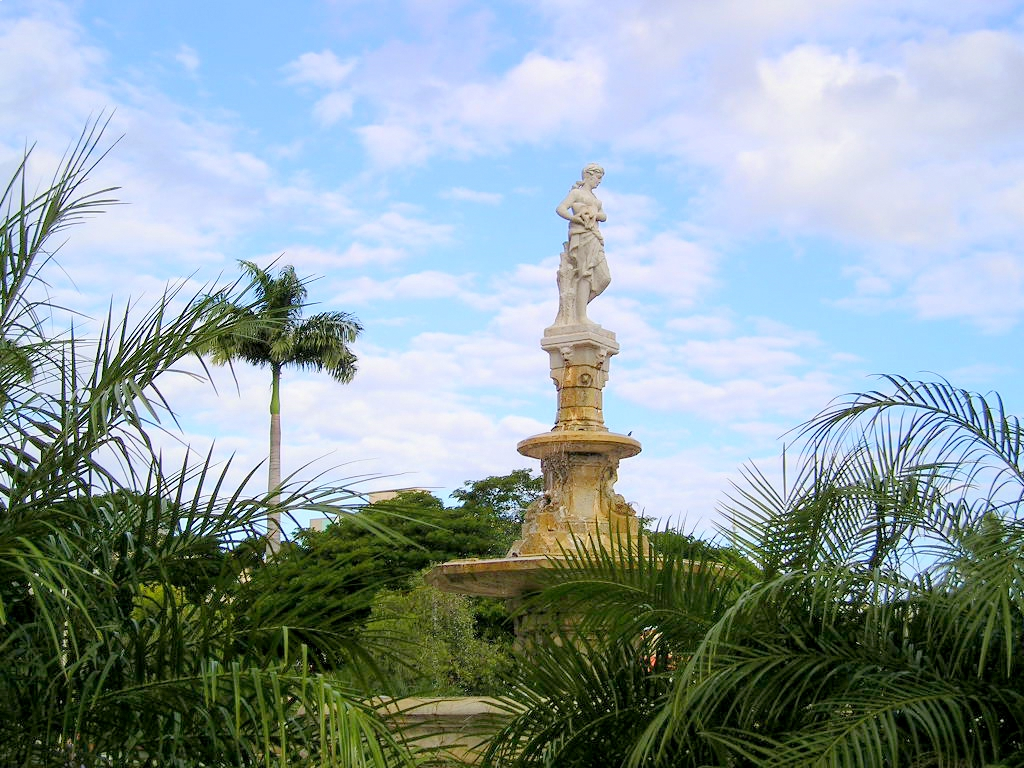
Fontaine Céleste, place des Cocotiers à Nouméa
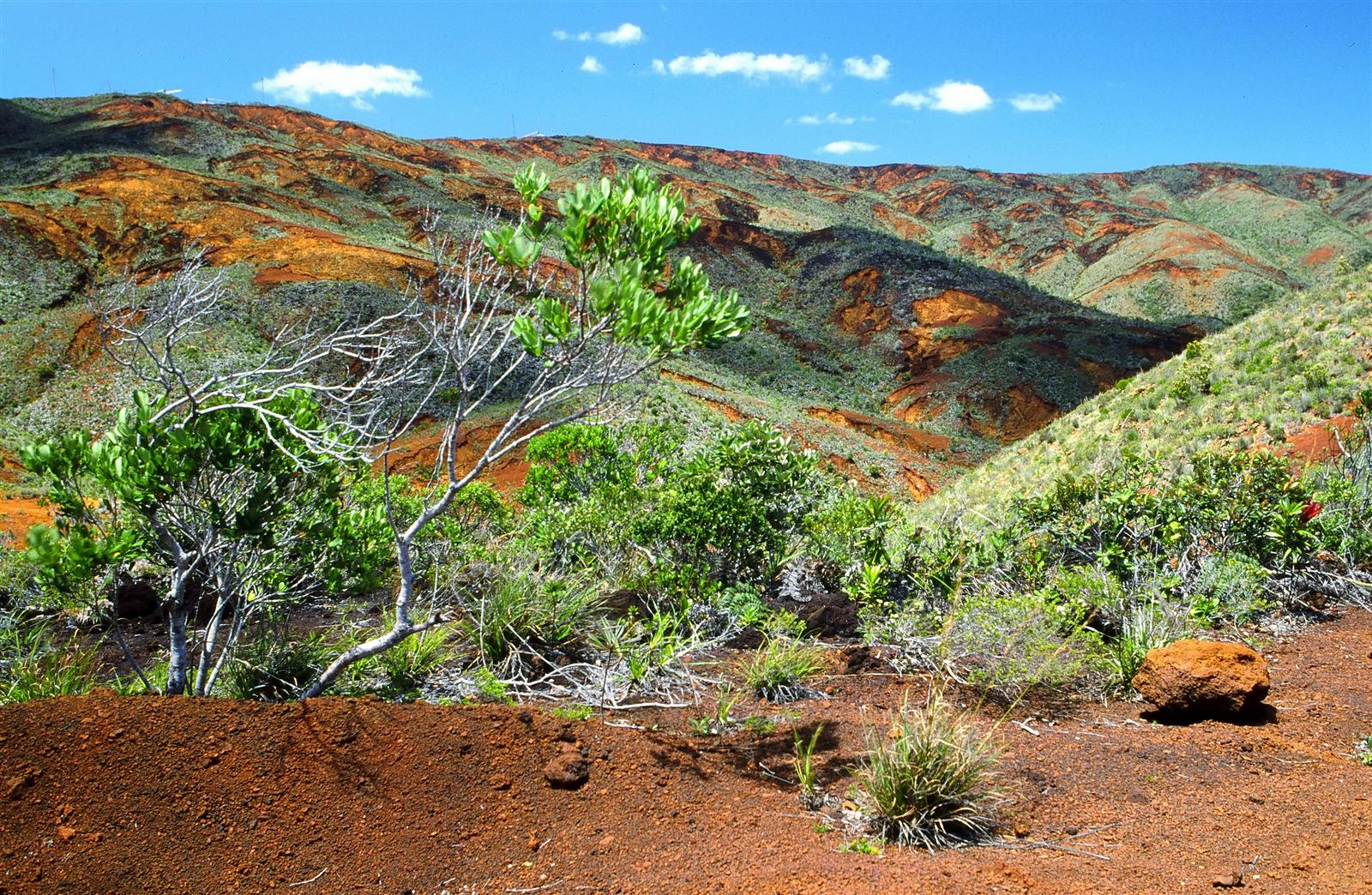
Un paisatge típic del Sud de Grande Terre.
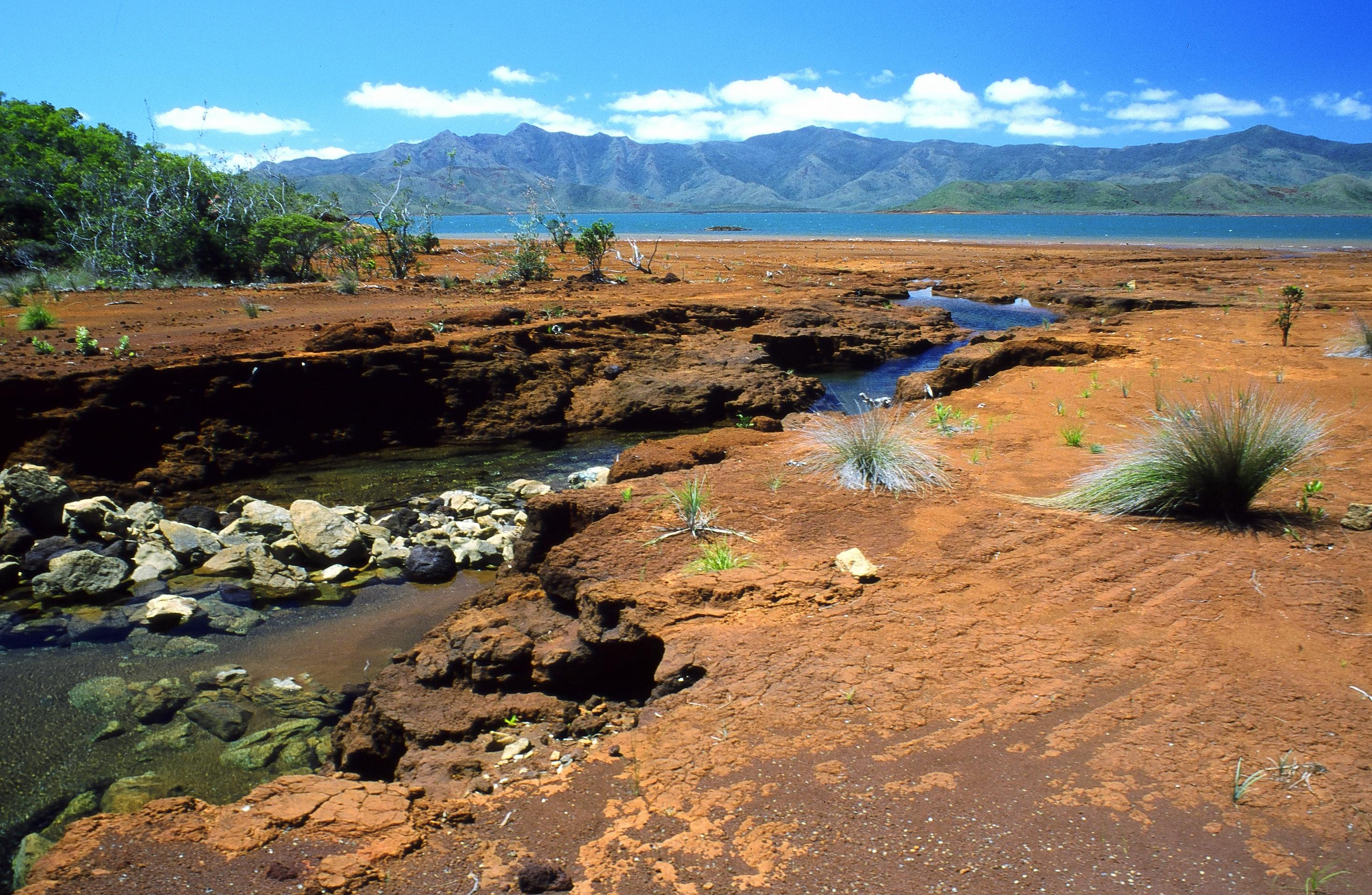
Un creek ric en òxids de metalls al Sud de Grande Terre.
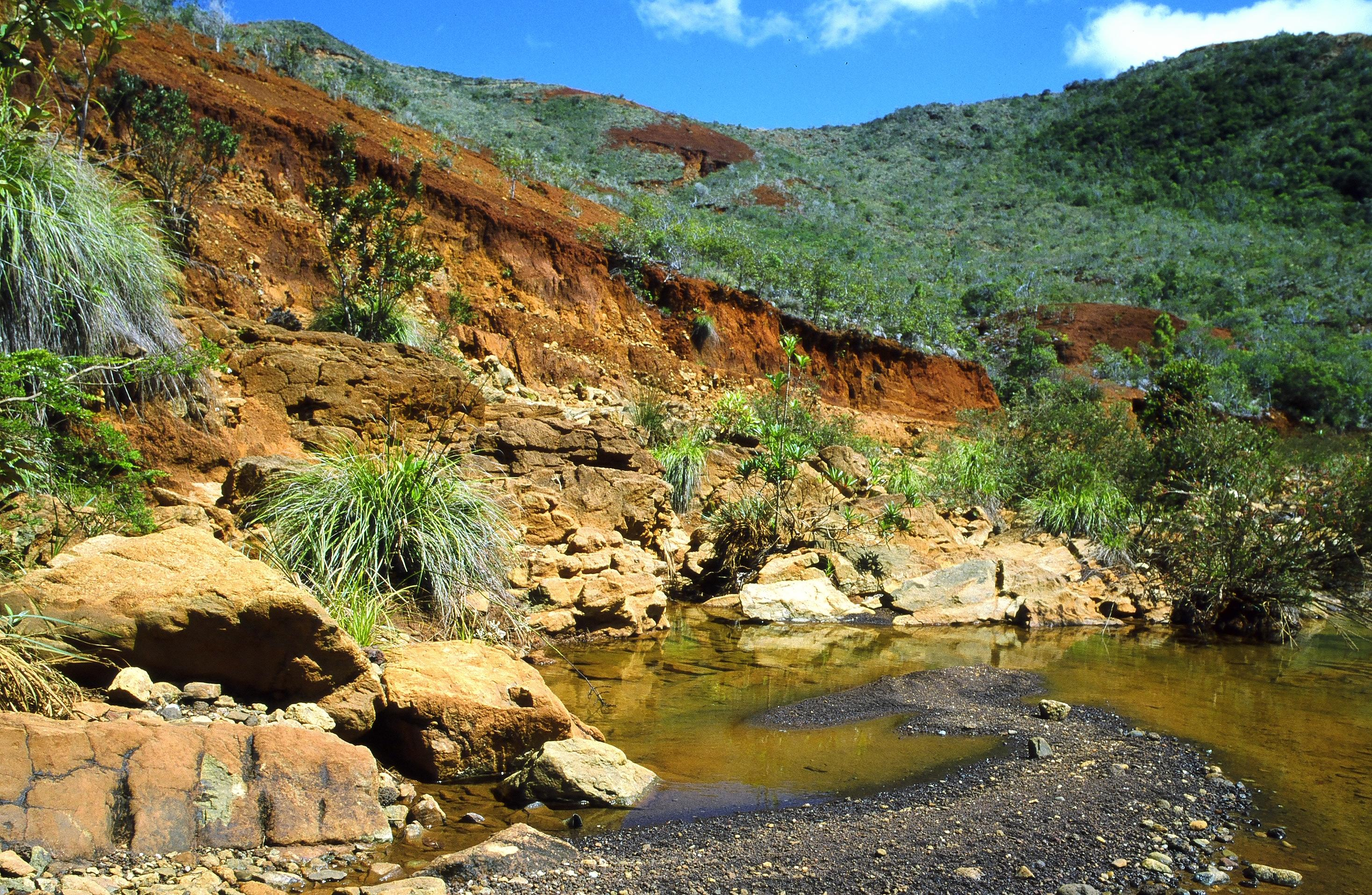
Un creek ric en òxids de metalls al Sud de Grande Terre.
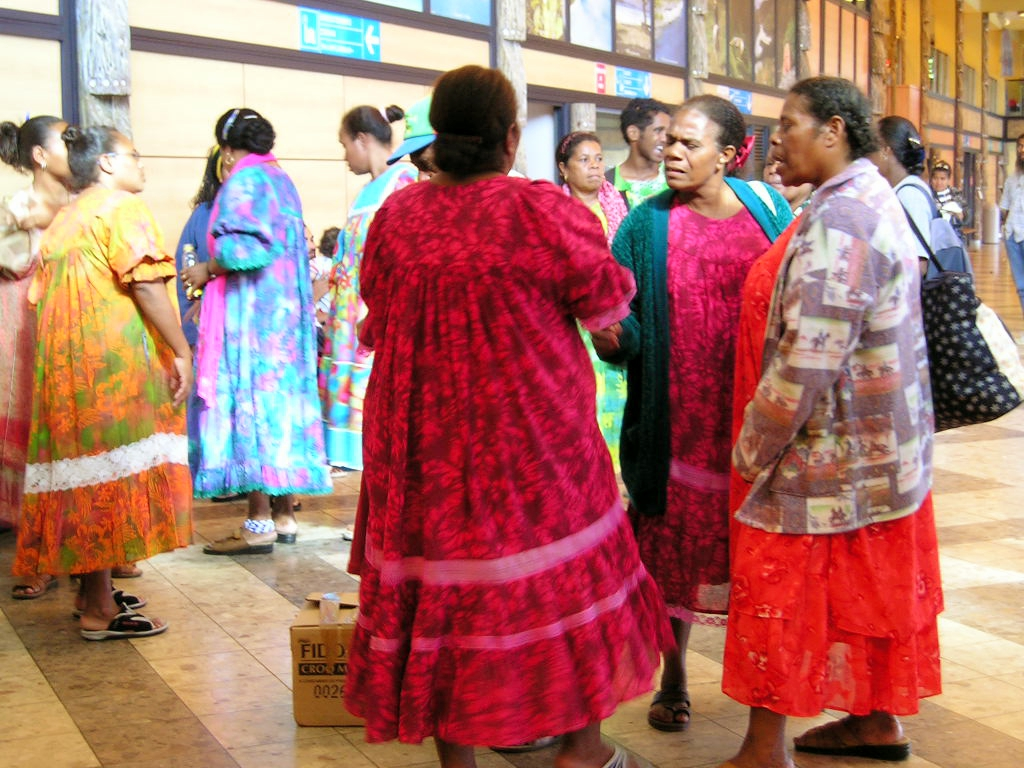
Un grup de dones canac
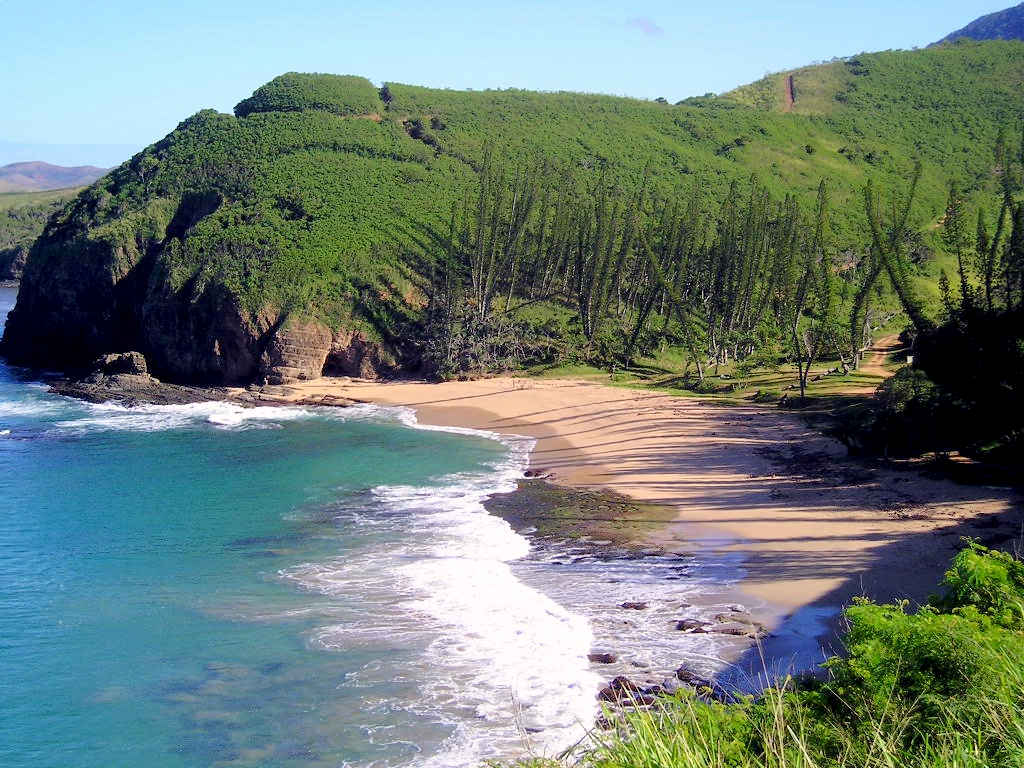
La Badia de les Tortues, al costat de Bourail.
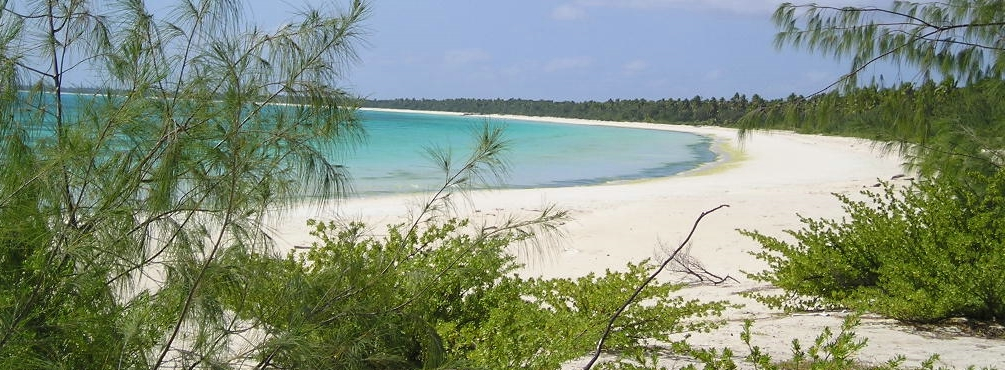
Paltja d'Ouvéa.
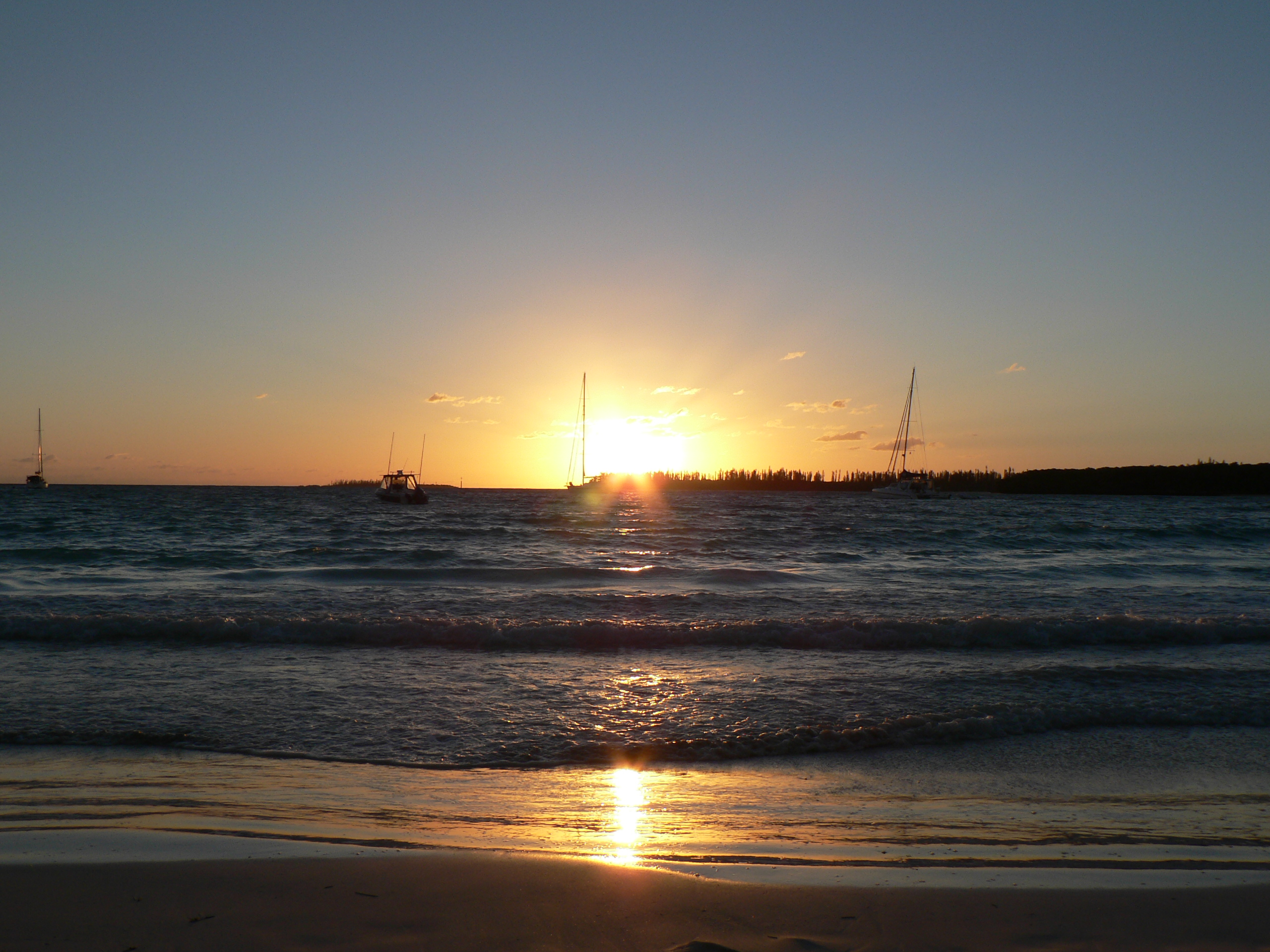
Posta de sol a l'Île des Pins